# Bukajn
Bukajn (arab. بقين) – miejscowość w Syrii, w muhafazie Damaszek. W 2004 roku liczyła 1866 mieszkańców.